# Toni Basil
Toni Basil, születési nevén Antonia Christina Basilotta (Philadelphia, Pennsylvania, 1943. szeptember 22. –) amerikai énekesnő, táncos, színésznő, koreográfus és filmrendező. Mickey című slágeréről lett ismert világszerte.

## Filmográfia
- Pajama Party (1964)
- Village of the Giants (1965)
- Breakaway (1966)
- Head (1968)
- Sweet Charity (1969)
- Easy Rider (1969)
- Five Easy Pieces (1970)
- The Last Movie (1971)
- Greaser's Palace (1972)
- Won Ton Ton: The Dog Who Saved Hollywood (1976)
- Mother, Jugs & Speed (1976)
- The Toni Basil Show (One-off) (1982)
- Slaughterhouse Rock (1987)
- Angel III: The Final Chapter (1988)
- Rockula (1990)
- Pacific Palisades (1990)
- Catchfire (1990)
- Eating (1990)

## Diszkográfia

### Stúdióalbumok
- Word of Mouth (1981)
- Toni Basil (1983)

### Kislemezek
| Title                                   | Year | Peak chart positions | Peak chart positions | Peak chart positions | Peak chart positions | Peak chart positions | Peak chart positions | Peak chart positions | Peak chart positions | Peak chart positions | Peak chart positions | Certifications                                              | Album         |
| Title                                   | Year | US                   | US Dance             | AUS                  | CAN                  | BEL (FL)             | GER                  | IRE                  | NLD                  | NZ                   | UK                   | Certifications                                              | Album         |
| --------------------------------------- | ---- | -------------------- | -------------------- | -------------------- | -------------------- | -------------------- | -------------------- | -------------------- | -------------------- | -------------------- | -------------------- | ----------------------------------------------------------- | ------------- |
| "Breakaway" / "I'm 28"                  | 1966 | —                    | —                    | —                    | —                    | —                    | —                    | —                    | —                    | —                    | —                    |                                                             |               |
| "Mickey"                                | 1982 | 1                    | 3                    | 1                    | 1                    | 39                   | 69                   | 3                    | 39                   | 2                    | 2                    | - RIAA: Platina - ARIA: Arany - BPI: Arany - MC: 2× Platina | Word of Mouth |
| "Nobody"                                | 1982 | —                    | —                    | —                    | —                    | —                    | —                    | —                    | —                    | —                    | 52                   |                                                             | Word of Mouth |
| "Time After Time" / "You Gotta Problem" | 1982 | —                    | —                    | —                    | —                    | —                    | —                    | —                    | —                    | —                    | —                    |                                                             | Word of Mouth |
| "Shoppin' from A to Z"                  | 1983 | 77                   | —                    | —                    | —                    | —                    | —                    | —                    | —                    | —                    | —                    |                                                             | Word of Mouth |
| "Street Beat"                           | 1983 | —                    | 63                   | —                    | —                    | —                    | —                    | —                    | —                    | —                    | —                    |                                                             | Toni Basil    |
| "Over My Head"                          | 1983 | 81                   | 4                    | —                    | —                    | —                    | —                    | —                    | —                    | —                    | —                    |                                                             | Toni Basil    |
| "Suspense"                              | 1984 | —                    | 8                    | —                    | —                    | —                    | —                    | —                    | —                    | —                    | —                    |                                                             | Toni Basil    |
| "Do You Wanna Dance"                    | 1984 | —                    | —                    | —                    | —                    | —                    | —                    | —                    | —                    | —                    | —                    |                                                             | Toni Basil    |

## Forrás
- Toni Basil honlapja